# Harc a nézettségért (South Park)
A Harc a nézettségért (Quest for Ratings) a South Park című animációs sorozat 122. része (a 8. évad 11. epizódja). Elsőként 2004. november 17-én sugározták az Egyesült Államokban.
A történet szerint a főszereplő gyerekeknek egy iskolai foglalkozás keretében sikeres televíziós műsort kellene készíteniük, ám semmi ötletük nincsen, ráadásul egy rivális műsorral is fel kell venniük a versenyt...

## Cselekmény
|  | Alább a cselekmény részletei következnek! |

Eric Cartman, Jimmy Vulmer, Butters Stotch, Kyle Broflovski, Token és Stan Marsh iskolai feladatként saját hírműsort készít, „Szuper Suli Hírek” címmel. Azonban a premier után a tanáruk, Mr. Meryl közli velük, hogy nézettség szempontjából hatalmas kudarcot vallottak és messze elmaradtak Craig műsora, a „Közeli állatok széles látószögben” sikerétől.
A gyerekek ezután úgy döntenek, olyan műsort csinálnak, mely megnyeri a nézettségi harcot és minden tanuló figyelmét felkelti. A program címe „Szex Akció Hírcsoport” lesz és számos új látványelemet felhasználnak benne, de így is csak félsikert érnek el; Craig régi műsorát ugyan legyőzik, de az új televíziós műsorral, a „Közeli állatok széles látószögben, de sapkában”-nal szemben alul maradnak. A tanár figyelmezteti őket, hogy megbuknak, ha nem hoznak össze egy sikeres produkciót, mivel így megtanulják, hogy csak a nézettség számít.
Hogy ötleteket szerezzenek, a gyerekek köhögés elleni gyógyszert vesznek és drogként használják, hogy a hallucinációikból ihletet merítsenek. Ez a terv sem válik be, de felfedezik, mennyire szórakoztatónak találták Craig műsorát, miközben kábultak voltak. Ekkor rádöbbennek, mi Craig sikerének titka; az egész iskola gyógyszerfüggő, ezért olyan magas Craig műsorának nézettsége. Leleplező riportot készítenek a gyógyszerrel való visszaélésekről, és nézettségi rekordot döntenek, valamint elérik a köhögés elleni szerek kitiltását az iskolából.
A tanár – megelégedve az eredménnyel – huszonhét új műsorra szerződteti a fiúkat, és azt akarja, hogy az elkövetkező epizódok mindegyike legyen legalább olyan hatásos, mint az eredeti leleplező riport. A gyerekek egy ideig még próbálkoznak új ötletekkel előállni, de aztán úgy döntenek, inkább annyiban hagyják az egészet.

## Produkció
Az epizód DVD-kommentárjában Trey Parker elárulta, hogy az epizód készítése során a gyakori ötlethiányt az Amerika kommandó: Világrendőrség című animációs film okozta, melyet szintén Trey Parker és Matt Stone készített. A hosszan elhúzódó utómunkálatok miatt a South Park készítőgárdája teljesen kimerült.
Ez az epizód különleges helyet foglal el a South Park történetében, mert ez volt az első alkalom, hogy hivatalosan is... kifogytunk az ötletekből.
Az epizód cselekménye – a főszereplő gyerekek eredeti, ugyanakkor a közönségnek is tetsző műsort akarnak alkotni, szűkös határidő alatt – a South Park készítőinek munkásságával is párhuzamba állítható, akik mindössze hat nap alatt készítenek el egy-egy epizódot. Az epizódban szereplő ötletszoba is kísértetiesen hasonlít arra a helyiségre, ahol Trey Parker és Matt Stone a sorozatot írja.

## Utalások
- Az ötletgyűjtés közben Cartman egy olyan műsort javasol, ami a föld alatt élő rákemberekről szól, ezzel utalva a Melegedő South Park című részre.